# Psichiatria biologica
La psichiatria biologica è lo studio interdisciplinare delle basi biologiche del comportamento, il cui scopo principale è lo sviluppo di tecniche per la diagnosi e la terapia della malattia mentale o dei disturbi psichici.
La psichiatria biologica (spesso abbreviata in biopsichiatria) coinvolge diversi campi di ricerca, quali la biochimica, la genetica, la fisiologia, la neurologia e la farmacologia. Il termine psichiatria biologica (in inglese biological psychiatry) è stato usato per la prima volta nella letteratura scientifica nel 1953.

## Descrizione
Ad esempio la psichiatria biologica tende a spiegare pulsioni, istinti e conflitti psichici tipici della psicodinamica considerando l'unità psicofisica ovvero attraverso disfunzioni o variazioni dell'attività cerebrale (neurotrasmettitori) creati o influenzati a sua volta dall'attività del sistema endocrino e relativi ormoni (cortisolo, testosterone, gh ecc..) che vanno ad impattare sull'asse ipotalamo-ipofisi-surrene dando origine a disturbi psichici come nevrosi e psicosi.
Esempi in tal senso sono tutte le numerose cause di depressione secondaria: epilessia, sclerosi multipla, encefalopatia, ictus, disturbi neurologici degenerativi (demenze, Alzheimer, malattia di Parkinson, malattia di Huntington), tumori, malattia di Wilson, malattia di Lyme, lupus eritematoso sistemico, sindrome da fatica cronica, disturbi del sistema endocrino quali malattia di Cushing, malattia di Addison, ipotiroidismo, ipertiroidismo, ipoparatiroidismo, iperparatiroidismo, deficit di testosterone o ipogonadismo, anemia, fibromialgia, sindrome nefrosica, ipocolesterolemia, disturbi del metabolismo, come l'ipoglicemia, cretinismo, alterazione degli elettroliti e del magnesio come l'ipocalcemia e l'ipomagnesemia, deficit di vitamina D, pellagra, errori congeniti del metabolismo, disturbi dell'apparato digerente come colite, disbiosi, malattia di Crohn, malattie da malassorbimento, encefalopatia epatica, celiachia, cisticercosi, dieta ipocalorica o cattiva alimentazione, malnutrizione, patologie cardiache quali scompenso cardiaco e infarto del miocardio, patologie respiratorie quali broncopneumopatia cronica ostruttiva ed enfisema